# Balao (kanton)
Kanton Balao – kanton w prowincji Guayas, w Ekwadorze. Stolicą kantonu jest Balao. Powierzchnia wynosi 465 km², liczba mieszkańców wynosi 17 262.

## Położenie
Kanton graniczy od północy z kantonem Naranjal, od południa z kantonem Guayaquil, od wschodu z prowincją Azuay, od zachodu z wybrzeżem Oceanu Spokojnego.
Kanton Balao położony jest przy ujściu rzeki Guayas do Zatoki Guayaquil. Inne główne rzeki kantonu to Gala, Jagua, Siete.

## Gospodarka
Gleby są żyzne, uprawia się m.in.: banany, kakaowce, kawowce, kukurydze, manioki, pomidory, ryż. W lasach pozyskuje się drewno gwajakowca i ogorzałki wełnistej oraz liście laurowe.